# Рэндалл, Сэмюэл Джексон
Сэмюэл Джексон Рэндалл (англ. Samuel Jackson Randall, 10 октября 1828, Филадельфия, Пенсильвания — 13 апреля 1890, Вашингтон) — американский государственный и политический деятель, 29-й спикер Палаты представителей США (с 1876 по 1881 год). Кандидат на пост президента США от Демократической партии на выборах в 1880 и 1884 годах (оба раза проиграл внутрипартийную борьбу и не участвовал во всеобщих выборах).

## Ранняя жизнь и семья
Рэндалл родился 10 октября 1828 года в Филадельфии. Он был старшим сыном Джозии и Энн Уоррелл Рэндалл.
Вскоре после его рождения в семье появились ещё трое сыновей: Уильям, Роберт и Генри. Джозия Рэндалл был ведущим юристом Филадельфии, работавшим в законодательном собрании штата в 1820-х годах.
Дед Рэндалла по отцовской линии, Мэтью Рэндалл, был судьей по общим делам Пенсильвании и протонотарием графства в этом городе в начале XIX век.
Его дед по материнской линии, Джозеф Уоррелл, также был видным гражданином, активно участвовал в политике Демократической партии во времена президентства Томаса Джефферсона. Джозия Рэндалл был вигом в политике, но перешел в лоно демократов после распада Партии вигов в 1850-х годах.
Когда родился Рэндалл, семья жила на Седьмой и Уолнат-стрит в районе, который сейчас является Центральным районом Филадельфии. Рэндалл получил образование в Университетской академии, школе при Пенсильванском университете. Окончив школу в 17 лет, он не последовал за своим отцом, а вместо этого устроился бухгалтером у местного торговца шелком. Вскоре после этого он начал бизнес по доставке угля, и в возрасте 21 года стал партнером в бизнесе по производству металлолома под названием Earp and Randall.
Два года спустя, в 1851 году, Рэндалл женился на Фанни Агнес Уорд, дочери Аарона и Мэри Уотсон Уорд из Синг-Синг, Нью-Йорк. Новый тесть Рэндалла был генерал-майором в ополчении Нью-Йорка и служил в Конгрессе в качестве демократа в течение нескольких сроков с 1825 по 1843 год.

## Местная политика и военная служба
В 1851 году Рэндалл помогал своему отцу в избирательной кампании на должность местного судьи. Судья, виг, был избран, несмотря на значительную оппозицию со стороны кандидата от американской партии Know Nothing. Сила этой группы в сочетании с уменьшающимся состоянием вигов заставила Сэмюэля Рэндалла называть себя «американским вигом», когда он баллотировался в городской совет Филадельфии в следующем году. Он был избран, занимая этот пост на четыре однолетних срока с 1852 по 1856 год. Этот период был периодом значительных изменений в управлении Филадельфией, как и во всех поселках и районах округа Филадельфия. Кроме того, многие населенные пункты были объединены в один город в 1854 году.
Когда партия вигов распалась, Рэндалл и его семья стали демократами. Джозия Рэндалл был дружен с Джеймсом Бьюкененом, демократом из Пенсильвании, в то время служившим посланником США в Великобритании. И Рэндалл, и его отец посетили Национальный съезд Демократической партии в 1856 году, чтобы работать над выдвижением Бьюкенена на пост президента США, и это в итоге имело успех. Когда в 1858 году в сенатском округе штата Рэндалл открылась вакансия, он баллотировался (как демократ) на оставшуюся часть срока и был избран. Рэндаллу было всего 30 лет, и он быстро поднялся в политике. Большую часть своего срока в Сенате штата он посвятил внедрению конки, что по его мнению, принесло бы пользу его округу. Рэндалл также поддерживал законодательство, направленное на сокращение власти банков. Данную политику он будет проводить и отстаивать на протяжении всей своей политической карьеры. В 1860 году он баллотировался на полный срок в Сенат штата, в то время как его брат Роберт баллотировался на место в Палате представителей штата. Игнорируя совет своего отца, что означало «слишком много Рэндалла в билете», оба брата потерпели неудачу на выборах.
В 1861 году началась Гражданская война, когда одиннадцать южных штатов вышли из Союза и образовали Конфедеративные Штаты Америки. Рэндалл присоединился к Первому отряду Филадельфийской городской кавалерии в мае того же года в качестве рядового. Подразделение дислоцировалось в центральной Пенсильвании и восточной Виргинии во время 90-дневного призыва Рэндалла, но в течение этого времени не принимало участия в боевых действиях. В 1863 году он снова присоединился к отряду, на этот раз будучи в звании капитана. Первый отряд был отправлен обратно в центральную Пенсильванию во время кампании в Геттисберге тем летом, когда силы Конфедерации под командованием Роберта Эдварда Ли вторглись в Пенсильванию. Он побывал в звании маршала патруля в Геттисберге, штат Пенсильвания, за несколько дней до битвы. В итоге за время службы он так и не увидел боевых действий. Как писал историк Альберт В. Хаус, «Его военная карьера была солидной, но отнюдь не трудной, большая часть его обязанностей заключалась в рутинной разведке, которая редко приводила его под обстрел».

## Палата представителей США

### Выборы
В 1862 году, прежде чем присоединиться к своей кавалерийской части, Рэндалл был избран в Палату представителей США от 1-го избирательного округа Пенсильвании. Город был джерримендерингирован республиканской партией для создания четырёх солидных республиканских районов, в результате чего многие демократы были сосредоточенными в 1-м избирательном округе. Таким образом, выдвижение от Демократической партии было равносильно выборам. В результате Рэндалл победил бывшего мэра Ричарда и своего республиканского оппонента Эдварда Г. Уэбба. Он победил с помощью Уильяма «Сквайра» Макмаллена, босса демократической партии, который останется союзником Рэндалла на всю жизнь.
Согласно календарю Конгресса 1860-х годов, члены 38-го Конгресса США, избранные в ноябре 1862 года, не начинали свою работу до декабря 1863 года. Рэндалл прибыл в том же месяце после увольнения из своего кавалерийского подразделения, чтобы присоединиться к Конгрессу, в котором на тот момент доминировали республиканцы. Будучи представителем меньшинства, Рэндалл имел мало возможностей писать законы, но быстро стал известен как трудолюбивый и добросовестный член Конгресса. Джеймс Дж. Блейн, республиканец, также впервые избранный в 1862 году, позже охарактеризовал Рэндалла как «сильного сторонника со многими элементами руководства. Он никогда не пренебрегает своими общественными обязанностями и никогда не забывает интересы Демократической партии».
Рэндалл был известен как «друг» производителей своего округа, особенно в том, что касалось защитных тарифов. Несмотря на то, что Рэндалл был в меньшинстве, он часто выступал в защиту интересов своих избирателей.
Как описывал его Хаус:
«У него был язык, который мог молниеносно произносить саркастические шутки. Его голос был довольно высоким, и в моменты возбуждения его металлическое кольцо приближалось к пронзительному визгу. Его лицо обычно было очень привлекательным … но это лицо превратилось в грозовую тучу, когда он был в вызывающем настроении».
Поскольку его партия постоянно находилась в меньшинстве, Рэндалл приобрел опыт работы в Палате представителей, но его пребывание в должности оставило мало свидетельств в своде законов. Он привлек мало внимания, но порадовал своих избирателей и неоднократно переизбирался.

### Война и реконструкция
Когда в декабре 1863 года собрался 38-й Конгресс, Гражданская война подходила к концу. Рэндалл был военным демократом, иногда поддерживая своих республиканских коллег, чтобы поддержать меры, направленные на победу над конфедератами. Когда был предложен законопроект, позволяющий президенту США Аврааму Линкольну повысить Улисса С. Гранта до генерал-лейтенанта, Рэндалл проголосовал «за» в отличие от большинства членов его партии.
Он голосовал с большинством демократов, однако против того, чтобы позволить чернокожим мужчинам служить в армии Союза. Когда дело дошло до политических планов послевоенной страны, он был категорически против большинства мер, предложенных республиканцами. Республиканцы предложили Тринадцатую поправку к Конституции в 1865 году, отменившую рабство, при этом Рэндалл выступил против этого.
Заявляя о неприятии рабства, Рэндалл сказал, что его возражения основаны на убеждении, что поправка была «началом изменений в Конституции и предвестником узурпации». После того как Эндрю Джонсон стал президентом после убийства Линкольна, Рэндалл стал поддержать политику Джонсона по Реконструкции Юга.
В 1867 году республиканцы предложили потребовать от всех южан, желающих голосовать, занимать должности или заниматься юридической практикой в федеральных судах дать железную присягу, заставив их поклясться, что они никогда не будут выступать против США. Рэндалл возглавил 16-часового тактику филибастера против этой меры, однако, несмотря на его усилия, это предложение было принято.
Рэндалл начал получать известность в небольшом фракционном собрании демократов, выступая против мер по восстановлению. Его тактика проволочек против законопроекта о военной реконструкции, выдвинутого его товарищем из Пенсильвании Таддеусом Стивенсом в феврале 1867 года, не позволила законопроекту рассматриваться в течение двух недель — достаточно времени, чтобы не дать ему проголосовать до следующей сессии.
Он также выступил против того, что станет Четырнадцатой поправкой к Конституции. Хотя он выступал против поправки, Рэндалл поддержал идею, лежащую в основе её части: раздел 4, который гарантирует, что Конгресс не может аннулировать федеральный долг, а также не может принимать на себя долги Конфедерации или долги, которые понесли отдельные штаты Конфедерации. во время восстания. Многие республиканцы утверждали, что, если демократы вернут власть, они сделают именно это, аннулируя федеральный долг и взяв на себя долг повстанцев. Несмотря на разногласия по другим аспектам Реконструкции, Рэндалл твердо стоял на стороне республиканцев (и большинства северных демократов) по долгу.
Когда против президента США Джонсона началась процедура импичмента, Рэндалл стал одним из его ведущих защитников в Палате представителей США. После того как палата решила объявить Джонсону импичмент, Рэндалл направил расследование в Судебный комитет, а не в специальный комитет, созванный для этой цели, который, как он полагал, будет укомплектован членами, выступающими за импичмент. Его усилия не увенчались успехом, как и его речи в пользу президента: Джонсон был подвергнут импичменту 128 голосами против 47. Джонсон не был осужден после судебного разбирательства в Сенате, и Рэндалл оставался с ним в хороших отношениях после того, как президент покинул свой пост.

### Финансовое законодательство
С Грантом Улиссом, республиканцем, избранным президентом в 1868 году, и 41-м Конгрессом, в котором преобладали республиканцы, в качестве его непосредственных предшественников, Рэндаллу пришлось ещё несколько лет оставаться в меньшинстве. Он работал в Банковско-валютном комитете и начал сосредоточиваться на финансовых вопросах, возобновив свою давнюю политику противодействия власти банков. Это поставило Рэндалла в растущую борьбу за характер национальной валюты — тех, кто отдавал предпочтение валюте, обеспеченной золотом, называли сторонниками «твердых денег», в то время как политика поощрения инфляции посредством чеканки серебра или выпуска долларов, обеспеченных государственными облигациями («гринбэки») были известны как «мягкие деньги». Хотя он верил в доллар, обеспеченный золотом, Рэндалл был дружелюбен к долларам обеспеченным государственными облигациями. В целом он выступал за то, чтобы количество валюты оставалось неизменным. Он также считал, что федеральное правительство должно продавать свои облигации напрямую населению, а не продавать их только крупным банкам, которые затем перепродают их с прибылью. Ему не удалось убедить республиканское большинство принять какие-либо из этих мер.
Рэндалл плотно работал с республиканцами, чтобы сместить источник федеральных средств с налогов на тарифы. Он считал, что налогообложение алкоголя несправедливо распределяет бремя налогообложения, особенно в том, что касается его избирателей, среди которых было несколько производителей спиртных напитков. Он также считал, что подоходный налог, впервые введенный во время Гражданской войны, применялся несправедливо, при этом крупные возмещения часто приходились на влиятельные деловые круги. В этом вопросе Рэндалл добился успеха, и Палата представителей США приняла поправку, которая требовала, чтобы все дела о возмещении более 500 долларов рассматривались в федеральном окружном суде. Он также работал над отменой налогов на чай, кофе, сигары и спички, которые, по мнению Рэндалла, в конечном итоге ложились на бедные слои населения. Освобождение от налогов сделало эти товары дешевле для среднего американца, в то время как растущая зависимость от тарифов помогла промышленным владельцам и рабочим в районе Рэндалла, поскольку это сделало иностранные товары более дорогими.
Тарифное законодательство в целом нравилось Рэндаллу, которое чаще ставило его в союз с республиканцами, чем с демократами. В конце 1860-х — начале 1870-х годов Рэндалл работал над повышением тарифов на широкий спектр импортных товаров. Тем не менее его мнение иногда расходилось с позицией республиканцев, особенно когда он считал предложенный тариф слишком высоким. Биограф Альфред В. Хаус описывает позицию Рэндалла как поддержку «более высоких тарифных ставок … в основном потому, что он считал, что выгоды от таких высоких ставок передаются рабочему населению». В 1870 году он выступил против слишком высоких тарифов на чугун, вопреки желанию своего товарища из Пенсильвании Уильяма «Чугунного чугуна» Келли. Рэндалл назвал свою версию протекционизма «случайной защитой». Он считал, что тарифы должны быть достаточно высокими, чтобы поддерживать расходы на управление государством, но применялись только к тем отраслям, которые нуждались в тарифной защите, чтобы выдержать иностранную конкуренцию.

### Ассигнования и расследования
В то время как демократы были в меньшинстве, Рэндалл проводил большую часть своего времени, изучая законопроекты республиканских ассигнований. Во время администрирования Гранта он подверг сомнению тысячи статей в законопроектах об ассигнованиях, часто заручившись поддержкой республиканцев в сокращении расходов, которые превышали потребности департаментов. Он предложил законопроект, который положит конец распространенной в то время практике, когда исполнительные департаменты тратят сверх того, что им было выделено, а затем обращаются в Конгресс с просьбой одобрить расходы с выделением дополнительных ассигнований. В итоге законопроект был принят. Дополнительные ассигнования обычно проводились в спешке в конце сессии без особых дискуссий.
Расследование выделение ассигнований заставило Рэндалла сосредоточить внимание на финансовых нарушениях в Конгрессе и администрации президента США Гранта. Самым известным из них был скандал с Crédit Mobilier. По этой схеме Union Pacific Railroad обанкротилась, переплатив своей строительной компании Crédit Mobilier of America. Crédit Mobilier принадлежала основным акционерам железной дороги, и, как выяснило расследование, несколько конгрессменов также владели акциями, которые им было разрешено покупать по сниженным ценам. Роль Рэндалла в расследовании была ограничена, но он предложил законопроекты, запрещающие такое мошенничество, и попытался объявить импичмент вице-президенту США Шайлеру Колфаксу, замешанному в скандале. Рэндалл принимал участие в расследовании нескольких других скандалов, включая налоговое мошенничество со стороны частных подрядчиков по сбору налогов (известный как инцидент с Сэнборном) и мошенничество при заключении почтовых контрактов (скандал о звездных маршрутах).
Рэндалл оказался не на той стороне в одном скандале 1873 года, когда Конгресс принял решение о повышении заработной платы задним числом. В последний день срока 42-й Конгресс проголосовал за повышение заработной платы своих членов на 50 %, включая повышение, сделанное задним числом до начала срока. Рэндалл голосовал за повышение заработной платы и против поправки, которая удалила бы положение, имеющее обратную силу. Закон, позже известный как Закон о захвате заработной платы, вызвал возмущение по всей стране. Рэндалл защищал закон, заявив, что повышение зарплаты «избавит членов Конгресса от соблазна» и сократит мошенничество. Видя непопулярность закона, новый состав 43-о Конгресса почти сразу отменил его, и Рэндалл также проголосовал за отмену.

### Приход к известности
Демократы оставались в меньшинстве, когда в 1873 году был созван 43-й Конгресс. Рэндалл продолжал выступать против мер, предложенных республиканцами, особенно тех, которые были направлены на усиление власти федерального правительства. В этот период был внесен новый законопроект о гражданских правах с более далеко идущими амбициями, чем когда-либо ранее. В предыдущих законах использовались федеральные суды и войска, чтобы гарантировать, что чернокожие мужчины и женщины не могут быть лишены их гражданских прав ни одним штатом. Теперь сенатор Чарльз Самнер от Массачусетса предложил новый законопроект, нацеленный на требование равных прав во всех общественных помещениях. Когда Самнер умер в 1874 году, его законопроект не был принят, но другие представители радикального крыла Республиканской партии, включая представителя Бенджамина Батлера из Массачусетса, продолжали работать над его принятием.
Рэндалл выступал против этой меры, как и против почти всех законов о реконструкции. Отсутствие консенсуса задержало внесение законопроекта на голосование до заседания «хромой утки», которое началось в декабре 1874 года. К тому времени разочарование в администрации Гранта и ухудшение экономических условий переросли в победу демократов на промежуточных выборах. Когда в марте 1875 года собрался 44-й Конгресс, в Палате представителей США впервые со времен Гражданской войны было демократическое большинство. Тем временем уходящие республиканцы сделали последнюю попытку принять закон о гражданских правах Самнера. Рэндалл и другие демократы немедленно использовали парламентские манёвры, чтобы приостановить действие, надеясь отложить принятие до завершения Конгресса. В конце концов, демократы отобрали несколько голосов республиканцев, но не настолько, чтобы отклонить законопроект, который был принят 162 голосами против 100. Несмотря на поражение, флибустьер Рэндалла увеличил его известность в глазах его сторонников.
Когда демократы взяли под свой контроль Палату в 1875 году, Рэндалл считался одним из кандидатов на пост спикера Палаты Представителей. многие участники закрытого собрания колебались, считая, что Рэндалл слишком близок к интересам железных дорог и неуверен в денежном вопросе. Его лидерство в законопроекте о повышении зарплаты, возможно, также навредило его деловой репутации. Рэндалл также был занят внутрипартийной битвой с Уильямом А. Уоллесом за контроль над Демократической партией Пенсильвании. Уоллес, избранный в Сенат США в 1874 году, был ослаблен слухами о том, что он брал взятки с железных дорог, будучи членом Сената штата. Рэндалл хотел контролировать демократическую машину в масштабе штата, и уязвимость фракции Уоллеса в связи со слухами о взяточничестве предоставила такую возможность. В январе 1875 года у него были друзья в законодательном собрании штата, которые начали расследование в отношении Уоллеса, которое в конечном итоге настроило демократических лидеров штата против сенатора. На съезде демократов штата в сентябре 1875 года Рэндалл (с помощью своего старого союзника сквайра Макмаллена) одержал победу.
Тем временем раскол в государстве оказался губительным для шансов Рэндалла занять кресло спикера. Вместо этого демократы выбрали Майкла К. Керра из Индианы. Рэндалл был назначен председателем Комитета по ассигнованиям. В этом посте он сосредоточился на сокращении государственных расходов и урезал бюджет на 30 000 000 долларов, несмотря на сопротивление республиканского Сената. Здоровье Керра было хрупким, и он часто отсутствовал на сессиях, но Рэндалл отказался временно занять его место в качестве спикера, предпочитая сосредоточиться на работе с ассигнованиями. Керр и Рэндалл начали более тесно сотрудничать до 1876 года, но Керр умер в августе того же года, в результате чего должность спикера снова стала вакантной.

## Спикер палаты

### Хейс и Тилден
После смерти Керра, Рэндалл был избран консенсусом фракционного собрания демократов на пост спикера, когда Конгресс вернулся в Вашингтон 2 декабря 1876 года. Он занял кресло в неспокойное время, так как президентские выборы только что завершились. В предыдущем месяце явного победителя не было. Кандидат от Демократической партии, Сэмюэл Дж. Тилден из Нью-Йорка, имел 184 голоса выборщиков, что чуть меньше 185, необходимых для победы. Резерфорд Б. Хейс, республиканец, имел 163; остальные 22 голоса были под вопросом.
Рэндалл провел в начале декабря на совещании с Тилденом, пока комитеты изучали голоса в спорных штатах. Подсчет оспариваемых бюллетеней оказался безрезультатным, и каждый из рассматриваемых штатов представил два набора отчетов: один подписан официальными лицами Демократической партии, другой — республиканцами, каждый из которых заявляет о победе своего человека. К январю 1877 года, когда вопрос все ещё не решен, Конгресс и президент Грант согласились передать вопрос двухпартийной Избирательной комиссии, которая будет уполномочена определять судьбу спорных голосов выборщиков. Рэндалл поддержал эту идею, считая её лучшим решением неразрешимой проблемы. Законопроект был принят, предусматривая комиссию из пяти представителей, пяти сенаторов и пяти судей Верховного суда. Для обеспечения партийного баланса было бы семь демократов и семь республиканцев; пятнадцатый член должен был быть судьей Верховного суда, выбранным другими четырьмя членами комиссии (два республиканца и два демократа). Ожидалось, что они выберут судью Дэвида Дэвиса, независимого авторитета, уважаемого обеими сторонами, но он нарушил тщательное планирование, согласившись на избрание в Сенат штата Иллинойс и отказавшись работать в комиссии. Остальные судьи Верховного суда все были республиканцами, и с добавлением судьи Джозефа П. Брэдли на место, предназначенное для Дэвиса, в комиссии было 8-7 республиканцев. Рэндалл, тем не менее, поддержал компромисс, даже проголосовав за него при поименном голосовании (спикер обычно не голосует). В результате комиссия собралась и присудила все оспариваемые бюллетени Хейсу путем голосования по партийной линии 8-7.
Демократы были возмущены данным решением и требовали пересмотра. Рэндалл не брал на себя обязательств, но разрешил Палате несколько раз взять перерыв, отложив принятие решения. По мере приближения дня инаугурации 4 марта лидеры обеих партий встретились в отеле «Wormley’s» в Вашингтоне, чтобы договориться о компромиссе. Республиканцы пообещали, что в обмен на согласие демократов с решением комиссии Хейс прикажет федеральным войскам уйти с Юга и согласится на выборы демократических правительств в оставшихся там «неискупленных» штатах, данный факт вошел в историю как Компромисс 1877 года.

### Денежные споры
Рэндалл вернулся в Вашингтон в марте 1877 года в начале 45-го Конгресса и был переизбран на должность спикера. Когда сессия началась, многие члены фракции Демократической партии были полны решимости отменить Акт о возврате к платежам драгметаллами 1875 года. Этот закон, принятый когда в последний раз республиканцы контролировали Палату представителей, был предназначен для постепенного изъятия всех долларов из обращения, заменив их на доллары, обеспеченные звонкой монетой (то есть золотом или серебром). С отменой серебряного доллара в 1873 году это фактически вернуло США к золотому стандарту. Рэндалл, голосовавший против закона в 1875 году, согласился позволить Палате представителей проголосовать за его отмену, что было принято с трудом. Сенат, все ещё контролируемый республиканцами, отказался действовать по законопроекту. Попытка отменить не положила конец спорам по поводу серебра. Представитель Демократической партии Ричард П. Бланд из Миссури предложил законопроект, который потребовал бы от США покупать столько серебра, сколько горняки могут продать правительству и превратить его в монеты, — система, которая увеличит денежную массу и поможет должникам.